# Temporada de tufões no Pacífico de 1979
A temporada de tufões no Pacífico de 1979 apresentou o maior e mais intenso ciclone tropical registrado globalmente, o Typhoon Tip. A temporada também experimentou atividade de ciclones tropicais ligeiramente acima da média. A temporada não teve limites oficiais; durou o ano todo em 1979, mas a maioria dos ciclones tropicais tende a se formar no noroeste do Oceano Pacífico entre junho e dezembro. Essas datas delimitam convencionalmente o período de cada ano em que a maioria dos ciclones tropicais se forma no noroeste do Oceano Pacífico.
O escopo deste artigo é limitado ao Oceano Pacífico, ao norte do equador e a oeste da linha internacional de data. As tempestades que se formam a leste da linha de data e ao norte do equador são chamadas de furacões; veja a temporada de furacões de 1979 no Pacífico. As tempestades tropicais formadas em toda a bacia do Pacífico oeste receberam um nome do Joint Typhoon Warning Center. As depressões tropicais nesta bacia têm o sufixo "W" adicionado ao seu número. As depressões tropicais que entram ou se formam na área de responsabilidade das Filipinas recebem um nome da Administração de Serviços Atmosféricos, Geofísicos e Astronômicos das Filipinas ou PAGASA. Muitas vezes, isso pode resultar na mesma tempestade com dois nomes.

## Resumo sazonal
54 depressões tropicais se formaram este ano no Pacífico Ocidental, das quais 24 se tornaram tempestades tropicais. 13 tempestades atingiram a intensidade do tufão, das quais 4 atingiram a força do supertufão.

## Sistemas

### Tufão Alice
Em 31 de dezembro, uma depressão tropical se desenvolveu nas baixas latitudes do Pacífico Ocidental aberto. Ele seguiu para noroeste, atingindo força de tempestade tropical naquela noite e força de tufão no dia 5. Alice virou para o oeste e continuou a se intensificar com condições geralmente favoráveis para um pico de 125 ventos de mph no dia 8. O ar mais frio e seco ao norte fez com que Alice enfraquecesse para um tufão mínimo, mas quando o tufão virou para o noroeste, ele se fortaleceu brevemente para tufão de 115 mph em 11 de janeiro. Os ventos de nível superior, combinados com o ar seco, enfraqueceram Alice para sempre, fazendo com que ela se dissipasse no dia 14, após três dias de estol. Alice causou grandes danos nas Ilhas Marshall.

### Tufão Bess (Auring)
O Tufão Bess foi o terceiro tufão desde 1959 a se desenvolver no mês de março. Bess começou como uma circulação de superfície fraca em 16 de março. A circulação se intensificou em uma depressão tropical em 19 de março. Bess então atingiu a força da tempestade tropical em 21 de março. A intensificação lenta ocorreu por 18 horas, antes de Bess atingir seu pico de intensidade de 169 km/h (105 mph) na madrugada de 23 de março. Bess manteve seu pico de intensidade por 18 horas antes que o cisalhamento vertical do vento fizesse com que Bess se dissipasse rapidamente em 25 de março. O tufão Bess permaneceu longe da terra e, portanto, não causou mortes ou danos.

### Tufão Cecil (Bebeng)
O Tufão Cecil formou-se no dia 10 a partir de uma onda de leste no início de abril. A tempestade atingiu sua intensidade máxima como tufão de categoria 1 no dia 14. O tufão Cecil então se dissipou em 20 de abril. O tufão Cecil atingiu Leyte em 15 de abril, causando 18 mortes, danos de $ 10 milhões e deixando 8.900 desabrigados. Cecil também foi o primeiro ciclone tropical no Pacífico Ocidental a receber um nome masculino.

### Tempestade tropical Dot (Karing)
Um distúrbio tropical se desenvolveu em 6 de maio. Em 10 de maio, o distúrbio foi atualizado para uma depressão tropical. Em seguida, foi atualizado para uma tempestade tropical em 11 de maio. Dot então atingiu seu pico de intensidade como uma fraca tempestade tropical no dia seguinte. Dot foi rebaixado para uma depressão tropical no final do dia 14. A tempestade se dissipou em 17 de maio

### Tempestade tropical 05W (Diding)
Inicialmente, o TD 05 derivou para sudoeste a leste das Ilhas Paracel. Não foi previsto que TD 05 se intensificaria significativamente, mas se fundiu com um limite frontal extratropical próximo a 22. N 124.8E e produziu uma assinatura de satélite melhorada que incluía um olho tipo banda.

### Tufão Ellis (Etang)
Um distúrbio tropical foi observado pela primeira vez em dados de satélite e sinóticos em 25 de junho. O distúrbio foi atualizado para uma depressão tropical a cerca de 670 milhas náuticas a leste de Manila em 1º de julho. Ele rapidamente se intensificou em uma tempestade tropical e moveu-se para oeste-noroeste. Ellis estava em uma posição favorável naquele momento e uma intensificação constante ocorreu nos próximos 2 dias. Ellis se intensificou em um tufão em 2 de julho e atingiu seu pico de intensidade de 160 km/h (100 mph) mais tarde naquele dia. A intensificação contínua foi antecipada naquele momento, mas uma tendência de enfraquecimento lento foi realmente observada. A tempestade passou perto da ponta norte de Luzon em 4 de julho e causou danos às regiões ricas em tabaco das Filipinas. Ellis então entrou no Mar da China Meridional e enfraqueceu para uma forte tempestade tropical enquanto ainda se movia para oeste-noroeste. Ellis atingiu a costa chinesa em 6 de julho, cerca de 164 milhas náuticas a sudoeste de Hong Kong e se dissipou rapidamente sobre a terra depois disso. Os danos causados por Ellis em Hong Kong foram mínimos.

### Tempestade tropical severa Faye (Gening)
Uma circulação de superfície fechada foi detectada em 28 de junho cerca de 920 mil (1480 km) a sudeste de Guam. A atividade convectiva associada permaneceu desorganizada até 1º de julho. Algumas horas depois, a perturbação se intensificou em uma depressão tropical. Em 3 de julho, foi atualizado para uma tempestade tropical e recebeu o nome de Faye. Previa-se que Faye atingiria o status de tufão nas próximas 18 horas. No entanto, Faye enfraqueceu. Faye foi então rebaixado para uma depressão tropical em 4 de julho. Faye então se dissipou em 7 de julho às 17N, 129,60E.

### Depressão tropical 08W
Uma tempestade que seguiu em águas abertas.

### Supertufão Hope (Ising)
Uma depressão tropical formou-se a sudeste de Guam em 24 de julho. Dirigiu-se para oeste-noroeste, mas o cisalhamento de nível superior do TUTT fez com que a depressão se dissipasse no dia 27. Ele virou para o norte e depois para o oeste, onde se regenerou no dia 28. A intensificação tornou-se mais constante, com a depressão atingindo força de tempestade no dia 28 e força de tufão no dia 29. No dia 31, Hope atingiu um pico de 240 km/h (150 mph), mas a interação terrestre com Taiwan ao norte enfraqueceu a tempestade. Em 2 de agosto, o tufão Hope atingiu o sul da China, cerca de 10 milhas a leste de Hong Kong. Ele enfraqueceu sobre o país enquanto se movia para o oeste, mas manteve sua assinatura de satélite. Ao chegar à Baía de Bengala no dia 7, Hope se fortaleceu novamente para uma tempestade tropical, mas passou pela Índia e se dissipou no dia 8. Na província de Guangdong, na China, o tufão foi responsável por cerca de 100 mortos ou desaparecidos. Doze pessoas morreram e 260 ficaram feridas em Hong Kong. Hope foi o ciclone tropical mais forte a atingir Hong Kong desde o tufão Rose em 1971.

### Tempestade tropical severa Gordon (Herming)
Gordon escovou o sulde Taiwan.

### Depressão tropical 11W (Luding)
11W foi rastreado pela PAGASA.

### Tufão Irving (Mameng)
A depressão das monções gerou uma depressão tropical em 7 de agosto a leste das Filipinas. Seguiu para o norte e depois para o oeste. As correntes de direção enfraqueceram, fazendo com que a depressão girasse para o norte. Foi capaz de se fortalecer lá, atingindo o status de tempestade tropical no dia 11 e o status de tufão no dia 13. Irving continuou para o norte, atingindo um pico de 100 ventos de mph no dia 15. Seu campo de vento amplo e frouxo o impediu de se fortalecer ainda mais, e Irving enfraqueceu enquanto continuava para o norte. No dia 17, Irving atingiu o sudoeste da Coreia do Sul como um tufão mínimo e fundiu-se com uma fronteira frontal sobre o extremo leste da Rússia no dia 18. Chuvas torrenciais causaram 150 mortes, com danos de US$ 10 a US$ 20 milhões (1979 USD).

### Supertufão Judy (Neneng)
Um distúrbio tropical organizado em uma tempestade tropical em 15 de agosto. Seguiu para noroeste, tornando-se uma tempestade tropical no dia 17. Judy se intensificou rapidamente, atingindo o status de tufão no dia 18 e um pico de 155 ventos de mph no dia 20. Ele também tinha uma temperatura ocular de 34,0 ° C (93,2 °F) a 700 hPa de altura, tornando-o o olho mais quente de um ciclone tropical já registrado. O super tufão começou a enfraquecer quando passou ao sul de Okinawa e se aproximou da costa chinesa nos dias 23 e 24. Judy virou para o nordeste e passou pela Coreia do Sul como uma depressão tropical no dia 26, pouco antes de se dissipar. Judy passou por Guam e outras ilhas do Pacífico, mas os danos foram relatados como leves lá. No entanto, a tempestade trouxe fortes chuvas para a Coreia como uma depressão tropical, matando 111 pessoas e causando mais danos a uma área atingida por Irving semanas antes.

### Depressão tropical 14W
14W durou três dias, de 18 a 20 de agosto, produzindo apenas ventos mínimos.

### Tempestade tropical Ken (Oniang)
Um distúrbio tropical se desenvolveu em 30 de agosto e se tornou uma depressão tropical mais tarde naquele dia. A depressão foi atualizada para uma tempestade tropical e recebeu o nome de Ken. Ken atingiu ventos de pico de 110 km/h (70 mph) em 3 de setembro. A tempestade moveu-se para o norte e virou norte-nordeste, atingindo Shikoku no final do dia 3. Ken enfraqueceu sobre o Japão e se dissipou em 4 de setembro.

### Tufão Lola
Na mesma época, o precursor da tempestade tropical Ken se desenvolveu, um distúrbio tropical se desenvolveu ao sul da Ilha Marcus. A perturbação tornou-se uma depressão tropical no dia 2 e uma tempestade tropical no dia 4. Lola foi atualizado para um tufão no início de 5 de setembro. A tempestade continuou a se intensificar e atingiu o pico de intensidade em 6 de setembro com ventos de 169 km/h (105 mph). Lola enfraqueceu para uma tempestade tropical no dia 7. No dia seguinte, Lola enfraqueceu para uma depressão tropical em 35,90N, 151,80E. Lola então fez a transição para um ciclone extratropical em 9 de setembro no leste do Japão.

### Tempestade tropical severa Mac (Pepang)
Uma fraca circulação de superfície se formou a nordeste de Yap em 12 de setembro, seguindo para o oeste. Em 16 de setembro, a circulação ganhou intensidade de tempestade tropical e foi batizada de Mac. Mac atingiu o pico de intensidade antes de atingir a costa nas Filipinas, fazendo com que a tempestade enfraquecesse. Os efeitos de fricção fizeram com que a tempestade enfraquecesse no sul de Luzon. Devido ao desenvolvimento da tempestade tropical Nancy, a trilha de Mac foi influenciada pelo Mar da China Meridional. Mac atingiu a costa perto de Hong Kong e se dissipou em 24 de setembro.

### Tempestade tropical Nancy
Em 17 de setembro, um distúrbio tropical evoluiu rapidamente para uma tempestade tropical e recebeu o nome de Nancy. As correntes de direção fracas permitiram que Nancy rastreasse a parte sul de Ainão e fizesse um loop ciclônico. As correntes fracas permitiram que Nancy chegasse ao Vietnã antes de se dissipar em 22 de setembro.

### Tufão Owen (Rosing)
Um distúrbio tropical se desenvolveu ao sul de Guam em 19 de setembro. O distúrbio foi atualizado para uma depressão tropical em 22 de setembro. Em seguida, foi atualizado para uma tempestade tropical no dia seguinte. Owen foi atualizado para um tufão no dia 25. Owen então atingiu seu pico de intensidade em 26 de setembro com ventos de 201 km/h (125 mph). Owen então começou a enfraquecer conforme a tempestade se movia para o norte. No dia 30, Owen atingiu a costa perto de Osaka, Japão e enfraqueceu para uma tempestade tropical. Owen então fez a transição para um ciclone extratropical em 1º de outubro. No Japão, Owen matou 12 pessoas e feriu outras 83.

### Tempestade tropical Pamela
Desenvolvendo-se no ápice de uma onda no fluxo de leste no final de setembro de 1979, a tempestade tropical Pamela se formou em 23 de setembro e se dissipou em 26 de setembro, devido ao forte cisalhamento causado pelo próximo tufão Owen.

### Tufão Sarah (Sisang-Uring)
A depressão das monções gerou uma perturbação no leste do mar vietnamita em 30 de setembro, que evoluiu para a depressão tropical Sisang em 1º de outubro. Ele derivou para o leste em Lução e fez uma curva para o sudoeste, onde se fortaleceu em uma tempestade tropical, com o JTWC nomeando a tempestade Sarah em 4 de outubro. Nessa época, o PAGASA renomeou o sistema como Uring. Sarah, com correntes de direção fracas, derivou para o sul, tornando-se um tufão em 7 de outubro, antes de atingir a ilha de Palawan. A tempestade virou para o oeste, atingindo o pico com 130 ventos de mph em 10 de outubro, antes que a circulação de nível médio se dissociasse da circulação de nível baixo. Sarah enfraqueceu e atingiu o leste do Vietnã em 14 de outubro como um 97 km/h (60 mph) tempestade tropical. A tempestade trouxe fortes inundações e ventos, causando grandes danos às plantações e perda de vidas. Sarah então enfraqueceu para uma área de baixa pressão em 15 de outubro, mas seus remanescentes viraram para o leste em direção a Manila, Filipinas, antes de se curvar para o oeste em direção ao Vietnã novamente. Os remanescentes da tempestade se dissiparam totalmente em 23 de outubro.

### Tempestade tropical Roger (Trining)
A atividade convectiva aumentou no vale das monções que se estendeu sobre as Ilhas Carolinas em 28 de setembro. A pós-análise indicou a existência de uma fraca circulação a sudoeste de Guam nessa época, que se tornaria a tempestade tropical Roger. Em 3 de outubro, o sistema se organizou na depressão tropical 21W, que foi posteriormente atualizada para uma tempestade tropical e batizada de Roger em 4 de outubro. Um forte fluxo do equador foi atraído para a circulação de Roger, impedindo o desenvolvimento de uma perturbação a leste que se tornaria a ponta do tufão. Uma forte corrente de direção sudeste de nível médio fez com que Roger se movesse para noroeste. Roger então executou um loop ciclônico em 5 de outubro. A tempestade continuou a se mover para o noroeste até o norte do eixo do cume, após o que virou na direção norte-nordeste. Roger então se tornou um ciclone extratropical em 7 de outubro, ao se fundir com uma frente fria ao sul do Japão.

### Supertufão Tip (Warling)
O Tufão Tip é considerado tanto o ciclone tropical mais intenso já registrado no mundo, com pressão mínima de 870 mbar, quanto o maior já registrado, com diâmetro de mais de 2.000 km (>1.250 mi). O ciclone se formou em 5 de outubro e, depois de entrar em um ambiente muito favorável para o desenvolvimento, rapidamente se fortaleceu em Super Typhoon Tip no dia 11. No dia 12, o Super Tufão Tip continuou a se intensificar, com ventos de 190 milhas por hora e pressão central a 870 milibares, a pressão barométrica mais baixa já registrada em um ciclone tropical. Tip finalmente atingiu o Japão, causando 68 mortes e danos moderados. A tempestade tornou-se extratropical em 19 de outubro e foi rastreada pela última vez até um ponto próximo às Ilhas Aleutas do Alasca. Tip pode ter atingido a costa como um ciclone extratropical perto de Cold Bay, no Alasca.

### Supertufão Vera (Yayang)
Vera começou como um distúrbio tropical na depressão quase equatorial em 27 de outubro. A perturbação rapidamente se intensificou em uma tempestade tropical e foi nomeada Vera em 2 de novembro. Vera continuou a se intensificar e atingiu a força do tufão em 3 de novembro A tempestade se intensificou rapidamente, atingindo seu pico de intensidade como um super tufão com 260 km/h (160 mph) ventos em 4 de novembro. Aeronaves de reconhecimento indicaram que o Vera manteve seu pico de força por 24 horas antes de enfraquecer ao se aproximar da Ilha de Catanduanes. No dia seguinte, Vera enfraqueceu para uma tempestade de categoria 4 com 210 km/h (130 mph) ventos. As Filipinas começaram a restringir o influxo de baixo nível enquanto Vera continuava a noroeste em direção ao norte de Luzon. Vera chegou ao norte de Tarigtig Point com ventos de 169 km/h (105 mph) no dia 6. Pouco depois de atingir a costa, um fluxo de nordeste aprimorado de baixo nível sobre o Estreito de Taiwan, juntamente com ventos fortes de sudoeste de nível superior sobre as Filipinas, resultou no enfraquecimento da tempestade. Depois de se mover para o Mar da China Meridional, o forte fluxo de monção do nordeste acelerou Vera para o sudoeste e Vera se dissipou às 12:00 UTC de 7 de novembro.

### Tempestade tropical severa Wayne (Ading)
Uma circulação de nível médio foi detectada em imagens de satélite no início de novembro. Wayne mudou-se para o norte inicialmente e começou a desenvolver uma circulação de superfície mais definitiva em 7 de novembro. Wayne virou para o oeste, seguindo em direção ao centro das Filipinas em 11 de novembro. Wayne se dissipou ao atingir a costa em Luzon em 13 de novembro.

### Depressão tropical 26W
A depressão tropical 26W não durou muito. Foi de curta duração sobre o Pacífico Oriental, não impactando grandes massas de terra e sem causar danos.

### Tufão Abby (Barang)
Um distúrbio tropical se desenvolveu nas Ilhas Marshall em 29 de novembro. A perturbação então se intensificou na depressão tropical 27W em 1º de dezembro. 27W então se intensificou em uma tempestade tropical e foi chamada de Abby. A tempestade deslocou-se para oeste e virou para noroeste , enquanto reduzia seu movimento de avanço em 3 de dezembro. O JTWC previu intensificação à medida que a tempestade avançava em direção a Guam. No entanto, Abby enfraqueceu para uma depressão tropical no dia 6 enquanto se movia para o oeste de Truk. Em 7 de dezembro, Abby se reintensificou em uma fraca tempestade tropical. No dia 8, Abby enfraqueceu mais uma vez para uma depressão tropical e acelerou para frente. Em 9 de dezembro, o reconhecimento da aeronave indicou que Abby tinha dois centros de circulação. No dia 10, Abby atingiu a força do tufão, o que o tornou o último tufão de 1979. No dia seguinte, Abby recurvou em resposta a um vale de ondas curtas no meio da troposfera. Tufão Abby atingiu intensidade máxima de 201 km/h (125 mph) com pressão mínima de 951 mb em 13 de dezembro. Como Abby continuou a se mover para leste-nordeste, enfraqueceu rapidamente devido aos fortes ventos de oeste. O tufão Abby então se dissipou em 14 de dezembro devido a um forte cisalhamento.

### Tempestade tropical Ben (Krising)
Uma depressão tropical se desenvolveu em 20 de dezembro. Mais tarde naquele dia, a depressão foi atualizada para uma tempestade tropical. Ben então atingiu seu pico de intensidade em 22 de dezembro com ventos de 110 km/h (70 mph) (110 km/h. ) A tempestade foi rebaixada para uma depressão tropical no dia 23 e se dissipou mais tarde naquele dia. Ben foi o último ciclone tropical da temporada de tufões no Pacífico de 1979.

## Nomes das tempestades

### International
Durante a temporada, 23 ciclones tropicais nomeados se desenvolveram no Pacífico Ocidental e foram nomeados pelo Joint Typhoon Warning Center, quando foi determinado que eles haviam se tornado tempestades tropicais. Esses nomes contribuíram para uma lista revisada a partir deste ano, que agora inclui nomes femininos e masculinos.
| Alice | Bess  | Cecil | Dot    | Ellis | Faye  | Gordon | Hope | Irving | Judy | Ken | Lola |
| Mac   | Nancy | Owen  | Pamela | Roger | Sarah | Tip    | Vera | Wayne  | Abby | Ben |      |

### Filipinas
| Auring         | Bebeng  | Karing  | Diding                 | Etang                             |
| Gening         | Herming | Ising   | Luding                 | Mameng                            |
| Neneng         | Oniang  | Pepang  | Rosing                 | Sisang                            |
| Trining        | Uring   | Warling | Yayang                 |                                   |
| Lista auxiliar |         |         |                        |                                   |
|                |         |         |                        | Ading                             |
| Barang         | Krising | Dadang  | Erling (sem ser usado) | Goying (sem usar) (sem ser usado) |

A Administração de Serviços Atmosféricos, Geofísicos e Astronômicos filipinos usa seu próprio esquema de nomenclatura para ciclones tropicais em sua área de responsabilidade. A PAGASA atribui nomes às depressões tropicais que se formam dentro de sua área de responsabilidade e a qualquer ciclone tropical que possa se mover para dentro de sua área de responsabilidade. Caso a lista de nomes para um determinado ano se revele insuficiente, os nomes são retirados de uma lista auxiliar, os primeiros 6 dos quais são publicados todos os anos antes do início da temporada. Os nomes não retirados desta lista serão usados novamente na temporada de 1983. Esta é a mesma lista usada na temporada de 1975. A PAGASA usa seu próprio esquema de nomenclatura que começa no alfabeto filipino, com nomes femininos filipinos terminando com "ng" (A, B, K, D, etc. ). Os nomes que não foram atribuídos/vão ser usados são marcados em cinzento.

### Aposentadoria
Nomear tempestades usando nomes femininos e masculinos deve ser usado alternativamente. Por Alice ser um nome feminino seguido de Bess com o mesmo gênero, o JTWC retirou o nome Alice e o substituiu por Andy, um nome masculino, que foi usado pela primeira vez na temporada de 1982.

## Efeitos da temporada
Esta é uma tabela de todas as tempestades que se formaram na temporada de tufões de 1979 no Pacífico. Inclui sua duração, nomes, áreas afetadas, danos e totais de mortes. As mortes entre parênteses são adicionais e indiretas (um exemplo de morte indireta seria um acidente de trânsito), mas ainda estavam relacionadas àquela tempestade. Danos  mortes incluem totais enquanto a tempestade era extratropical, uma onda ou uma baixa, e todos os números de danos estão em 1979 USD. Os nomes listados entre parênteses foram atribuídos pela PAGASA.

{{Rodapé ciclone áreas afetadas|ct=54 sistemas|datas=19 de março – 23 de dezembro de 1979|ventos=260 km/h